# 徐涛 (1974年)
徐涛（1974年11月—），男，汉族，河南上蔡人，中华人民共和国政治人物，中国共产党党员，第十三届全国人民代表大会新疆维吾尔族自治区代表。

## 生平
2018年，徐涛被选为新疆维吾尔族自治区出席第十三届全国人民代表大会代表。